# Giacomo Bonaventura
Giacomo Bonaventura mais conhecido como "Jack" Bonaventura (San Severino Marche, 22 de agosto de 1989) é um futebolista italiano que joga como meio-campista. Atualmente defende o Al Shabab.

## Carreira

### Atalanta
Bonaventura fez sua estreia com a Atalanta, em 4 de maio de 2008, em uma partida contra o Livorno. Ele só jogou este jogo em toda a temporada 2007–08. Ele apareceu novamente em 9 de novembro, contra a Fiorentina.

### Empréstimos

#### Pergocrema
Em 13 de janeiro de 2009, a Atalanta anunciou que havia se juntado ao Pergocrema por empréstimo para o restante da temporada 2008–09. Cinco dias depois, ele fez sua estreia para Pergocrema, ficando na súmula em uma partida contra Sambenedettese. Ele fez mais três jogos antes de retornar a Atalanta.
Ele voltou para La Dea, mas teve que esperar até janeiro de 2010 para aparecer novamente, desta vez contra o Palermo.

#### Padova
Em 1º de fevereiro, ele se juntou ao Padova por empréstimo até ao final da temporada. Ele fez sua estreia pelo clube no dia 20, contra o Triestina.

### Retorno ao Atalanta
Em junho de 2010, o Padova decidiu não comprar seus direitos, e Bonaventura voltou a Atalanta, assinar uma extensão de contrato até 2015.
Em 9 de novembro, ele marcou seu primeiro gol pela Atalanta, contra o Modena. Ele desempenhou um papel chave para La Dea em 2010–11, marcando nove vezes, com o seu clube de ser coroado campeão. Em 11 de abril de 2012, ele marcou seu primeiro gol na Serie A, contra o Napoli.

### Milan
No dia 1 de setembro, último dia da janela de transferências italiana, o Milan anunciou a contratação de Bonaventura. Os Rossoneros desembolsaram cerca de € 7 milhões para contar com o jogador. Em 14 de setembro, Bonaventura marcou um gol em sua estreia na vitória contra o Parma por 5-4. Bonaventura marcou seu segundo gol com a camisa do Milan em 29 de outubro, contra o Cagliari, e foi eleito o homem do jogo. Em 12 de dezembro, Bonaventura marcou de cabeça e deu um passe para o gol de Jérémy Ménez, como o Milan derrotou o Napoli por 2-0; Bonaventura também foi eleito o melhor da partida, e novamente na próxima semana contra a Roma. Em 30 de maio, ele marcou duas vezes contra seu a Atalanta, em uma vitória por 3-1. Bonaventura terminou sua primeira temporada no Milan, com 7 gols e 5 assistências em todas as competições.

#### 2015–16
Em 19 de setembro, Bonaventura assistiu o primeiro gol de Carlos Bacca e marcado diretamente de um pontapé-livre em uma vitória por 3-2 sobre o Palermo. Ele também ganhou um outro objetivo ajudar e no próximo jogo, em Milão, a vitória 2-3 sobre a Udinese. Mais uma vez, ele ajudou tanto Carlos Bacca de e objetivos Philippe Mexès contra a Lazio no 3-1 vitória fora em 1 de novembro. Ele continua a trabalhar sob o treinador Siniša Mihajlović e se tornou um jogador fundamental para sua equipe nesta temporada. Depois de perder um empate 0-0 contra a sua antiga equipa Atalanta devido a suspensão, ele marcou o abridor em um 4-1 derrota da Sampdoria em 28 de novembro. Ele marcou novamente em seu próximo jogo em 1 de dezembro, um 3-1 na Coppa Italia derrota de Crotone, através de um brilhante livre de 20 jardas.

## Seleção Italiana
Depois de atuar pela Seleção Italiana de Futebol com Sub-19 e Sub-20, Bonaventura fez a sua estreia na Seleção principal em 31 de maio de 2013, em uma vitória por 4-0 sobre San Marino.

## Títulos
Milan
- Supercopa da Itália: 2016